# Pentala Harikrishna
Pentala Harikrishna (né le 10 mai 1986 dans l'état d'Andhra Pradesh en Inde) est un grand maître indien du jeu d'échecs.
Un des plus forts joueurs de son pays, après Viswanathan Anand, Harikrishna est devenu le plus jeune grand maître indien en 2001, à quinze ans, un record amélioré depuis par Praggnanandhaa et Gukesh D.
Il a remporté le championnat du Commonwealth en 2001, le championnat du monde junior en novembre 2004 et le championnat d'Asie individuel en 2011.
Au 16 février 2019, il est le 26e joueur mondial et le no 2 indien avec un classement Elo de 2 726 points. Son record personnel de 2 770 points a été obtenu en décembre 2018. En novembre 2016, il était classé dixième joueur mondial.

## Palmarès

### Compétitions de jeunes
1996
- Champion du monde des moins de 10 ans en 1996 à Minorque (Espagne), médaille d'or.
- Championnat du monde des moins de 12 ans en parties rapides en 1996 à Paris, médaille d'argent.

1998
- Olympiade d'échecs des enfants, 1998 à Istanbul, médaille d'or.

2000
- Championnat du Commonwealth en 2000, Sangli, médaille d'or des moins de 18 ans.
- Plus jeune maître international indien en 2000.
- Championnat d'Asie junior, 2000, Mumbai, médaille d'argent.
- Champion d'Asie des moins de 14 ans, Téhéran, 2000-2001, médaille d'or.
- Championnat d'Asie junior 2001 à Téhéran, médaille d'argent.

2001
- Plus jeune grand maître indien en 2001 (à quinze ans).

2004
- Champion du monde junior 2004.

2006
- En août 2006, il termine premier du tournoi international junior Chess Classic d'échecs aléatoires Fischer, battant Arkadij Naiditsch 4,5-1,5 en finale[2].

2007
- Championnat du monde junior d'échecs aléatoires Fischer à Mayence.

### Compétitions adultes
| Année | Résultats notables |
| ----- | --- |
| 2000  | Championnat national d'Inde A, Mumbai 2000, 5e.Olympiade d'échecs de 2000 à Istanbul, première norme de grand maître.Tournoi de Wijk aan Zee 2001, deuxième norme de grand maître. |
| 2001  | Championnat d'Asie 2001, Calcutta, 10e, qualification pour le championnat du monde FIDE 2001-2002 et dernière norme grand maître.Masters Ron Banwell MSO, 2001, Londres, médaille d'or.Champion du Commonwealth 2001, Londres, médaille d'or.                                              |
| 2005  | Tournoi de Taiyuan (catégorie 15), 2005 en Chine, premier.9e tournoi Essent Hoogeveen, 2005, premier.Tournoi à invitation des Bermudes 2005, 1er ex æquo avec Boris Guelfand.Tournoi international de Pampelune 2005, 2e ex æquo avec Ivan Chéparinov.Open de Reykjavik 2006, 1er ex æquo. |
| 2006  | 4e mémorial Marx Gyorgy en Hongrie 2006, 1er. |
| 2007  | Mayence : tournoi open Ordix de parties rapides, 3e ex æquo.5e mémorial Marx Gyorgy en Hongrie 2007, 1er-2e. |
| 2009  | Festival de NancyTournoi blitz du mémorial Tchigorine 2009, seul premier |
| 2010  | Open de New York 2010, premier |
| 2011  | Championnat d'Asie individuel 2011 à Téhéran |
| 2012  | Tournoi de Wijk aan Zee (groupe B) 28e open international de Cappelle-la-Grande, 2012 |
| 2013  | Open des maîtres du festival de Bienne 2013 |
| 2019  | Tournoi d'échecs de Shenzhen, deuxième |
| 2022  | Harikrishna remporte le tournoi principal (Masters) du festival de Prague devant les Vietnamiens Lê Quang Liêm et Thai Dai Van Nguyen . |

## Championnats du monde FIDE et coupes du monde
| Année | Lieu                             | Résultat                            | Ultime adversaire   | Adversaires battus                        |
| ----- | -------------------------------- | ----------------------------------- | ------------------- | ----------------------------------------- |
| 2001  | Moscou                           | premier tour                        | Aleksandr Beliavski |                                           |
| 2004  | Tripoli                          | deuxième tour                       | Vassili Ivantchouk  | Xu Jun                                    |
| 2005  | Khanty-Mansiïsk (coupe du monde) | troisième tour                      | Alekseï Dreïev      | Yu Shaoteng, Giovanni Vescovi             |
| 2007  | Khanty-Mansiïsk (coupe du monde) | premier tour                        | Zhao Jun            |                                           |
| 2011  | Khanty-Mansiïsk (coupe du monde) | deuxième tour                       | Dmitri Iakovenko    | Maxim Rodshtein                           |
| 2015  | Bakou                            | deuxième tour                       | S. P. Sethuraman    | Max Illingworth                           |
| 2017  | Tbilissi                         | deuxième tour                       | S. P. Sethuraman    | Yuri González Vidal                       |
| 2019  | Khanty-Mansiïsk                  | troisième tour                      | Kirill Alekseïenko  | Yuri Gonzalez Vidal, Vladimir Fedosseïev  |
| 2021  | Sotchi                           | quatrième tour (exempt au 1er tour) | Amin Tabatabaei     | Yasser Quesada Pérez Constantin Lupulescu |

Harkikrishna a participé deux fois aux championnats du monde organisés par la FIDE (en 2001 et 2004).
Il a participé également à la Coupe du monde d'échecs en 2002 (cinquième du tournoi préliminaire groupe D).

## Compétitions par équipe
Harikishna a participé trois fois au championnat du monde par équipes :
- en 2010 (au deuxième échiquier), médaille de bronze par équipe ;
- en 2011 (au premier échiquier), l'Inde finit huitième ;
- en 2015 (au premier échiquier), l'Inde finit neuvième.

En 2014, il remporta la médaille d'argent au troisième échiquier lors de la coupe d'Europe des clubs d'échecs et son équipe de Nový Bor finit deuxième de la compétition.
En 2016, il réalisa une performance de 2 831 points au premier échiquier de l'Inde lors de l'Olympiade d'échecs et l'équipe d'Inde finit quatrième de la compétition.
Il joue encore au deuxième échiquier de l'équipe indienne en 2018 puis au premier échiquier en 2022.
En 2024, Harikrishna fait partie (en tant que réserviste) de l'équipe qui remporte la médaille d'or à l'Olympiade. Il score 2,5/3 à cette occasion.